# Ammodendron eichwaldii
Ammodendron eichwaldii är en ärtväxtart som beskrevs av Carl Friedrich von Ledebour. Ammodendron eichwaldii ingår i släktet Ammodendron och familjen ärtväxter. Inga underarter finns listade i Catalogue of Life.